# Xã Black Fork, Quận Scott, Arkansas
Xã Black Fork (tiếng Anh: Black Fork Township) là một xã thuộc quận Scott, tiểu bang Arkansas, Hoa Kỳ. Năm 2010, dân số của xã này là 66 người.